# (10326) Kuragano
(10326) Kuragano (1990 WS2) – planetoida z pasa głównego asteroid okrążająca Słońce w ciągu 3,7 lat w średniej odległości 2,39 j.a. Odkryta 21 listopada 1990 roku.